# Sándor Wekerle

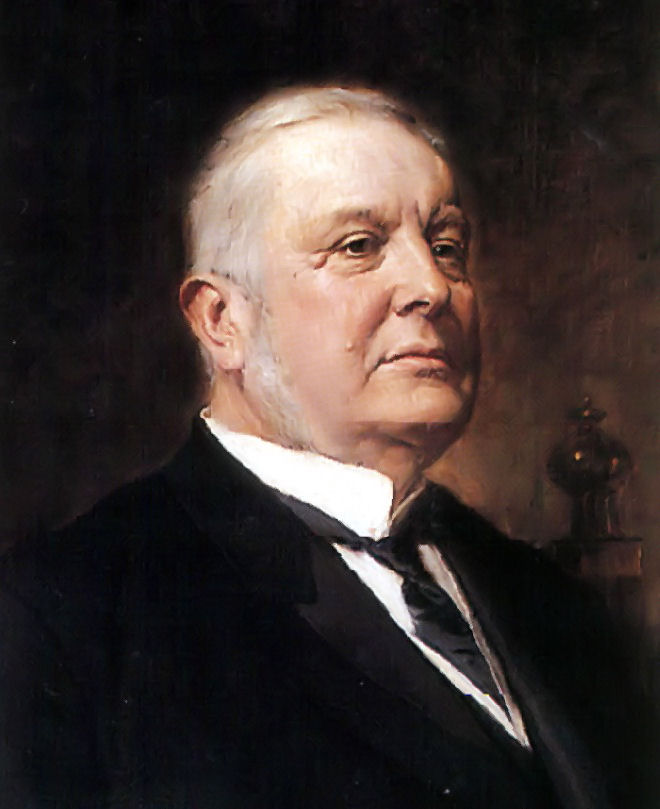
Sándor Wekerle

Sándor Wekerle (Mór, 15 november 1848 - Boedapest, 26 augustus 1921) was een Hongaars politicus van liberale signatuur. Hij was driemaal premier van Hongarije.

## Biografie
Wekerle, afkomstig uit een tweetalige Duits-Hongaarse familie, studeerde rechten in Boedapest. Zijn belangstelling ging echter vooral uit naar economische en financiële problemen. In 1886 werd hij parlementslid en staatssecretaris voor Financiën in het kabinet van Kálmán Tisza. Hij werd in 1889 minister van Financiën, en in 1892 werd hij benoemd tot de eerste niet-adellijke premier van Hongarije. Zijn naam is verbonden met de invoering in 1892 van de goudstandaard in Hongarije. Hij legde zijn ambt eind 1894 neer nadat de confessionele partijen erin geslaagd waren het door hem voorgestelde verplichte burgerlijk huwelijk tegen te houden.
Vanwege zijn loyale houding tegenover keizer Frans Jozef I was hij van 1906 tot 1910, na de Hongaarse crisis opnieuw belast met de regeringsleiding, van 1906 tot 1909 was hij tevens weer minister van Financiën. De economische ontwikkelingen in Hongarije waren in deze jaren zeer gunstig en belangrijke infrastucturele projecten werden onder Wekerle uitgevoerd. De Wekerle-telep, een tuinstad in Boedapest, draagt nog steeds zijn naam.
In 1917, tegen het einde van de Eerste Wereldoorlog, werd hij door Karel I van Oostenrijk-Hongarije (in Hongarije Karel IV) voor de derde maal benoemd als minister-president. Hoewel Wekerle niet als progressief bekendstond, streefde hij nu naar de invoering van algemeen kiesrecht. Deze poging om de basis van het wankelende regime te verbreden werd echter geblokkeerd door graaf István Tisza. Wel wist Wekerle te bewerkstelligen dat in de Hongaarse regimenten het Hongaars werd ingevoerd. In 1918 moest hij aftreden.